# Orthogrammica trifasciata
Orthogrammica trifasciata är en fjärilsart som beskrevs av Moore 1885. Orthogrammica trifasciata ingår i släktet Orthogrammica och familjen nattflyn. Inga underarter finns listade i Catalogue of Life.